# Joel H. Cohen
Pour les articles homonymes, voir Joel Cohen.
Joel Harmony Cohen est un scénariste et producteur canadien travaillant pour Saturday Night Live, Suddenly Susan et Les Simpson. Il est le grand frère du scénariste Robert Cohen, qui a écrit l'épisode des Simpson Un cocktail d'enfer. Joel H. Cohen a eu en 1988 un baccalauréat en sciences à l'Université de l'Alberta. Il est né à Calgary.

## Scénariste

### Pourles Simpson
| Année | Titre                                            | Titre original                             | Saison | Épisode | Réalisateur                    |
| ----- | ------------------------------------------------ | ------------------------------------------ | ------ | ------- | ------------------------------ |
| 2001  | Simpson Horror Show XII - Homer le maudit        | Treehouse of Horror XII - Hex and the City | 13     | 1       | Jim Reardon                    |
| 2002  | Un homme et deux femmes                          | Brawl in the Family                        | 13     | 7       | Matthew Nastuk                 |
| 2003  | La Bête de la bête                               | The Fat and the Furriest                   | 15     | 5       | Matthew Nastuk                 |
| 2003  | Enfin clown                                      | Today I Am a Clown                         | 15     | 6       | Nancy Kruse                    |
| 2004  | Business Bart                                    | Fat Man and Little Boy                     | 16     | 5       | Mike B. Anderson               |
| 2005  | Diablesses chez Ned.com                          | Home Away from Homer                       | 16     | 20      | Bob Anderson                   |
| 2005  | Un casse sans casse                              | The Last of the Red Hat Mamas              | 17     | 7       | Matthew Nastuk                 |
| 2006  | Les deux font le père                            | Homer's Paternity Coot                     | 17     | 10      | Mike B. Anderson               |
| 2006  | Les Experts ami-ami                              | Marge and Homer Turn a Couple Play         | 17     | 22      | Bob Anderson                   |
| 2007  | La vengeance est un plat qui se mange trois fois | Revenge is a Dish Best Served Three Times  | 18     | 11      | Michael Polcino                |
| 2007  | Privé de jet privé                               | He Loves to Fly and He D'ohs               | 19     | 1       | Mark Kirkland                  |
| 2008  | L'Infiltré                                       | The Debarted                               | 19     | 13      | Matthew Nastuk                 |
| 2008  | Mona de l'au-delà                                | Mona Leaves-a                              | 19     | 19      | Mike B. Anderson et Ralph Sosa |
| 2009  | Mariage en sinistre                              | Wedding for Disaster                       | 20     | 15      | Chuck Sheetz                   |
| 2010  | Simpson Horror Show XXI                          | Treehouse of Horror XXI                    | 22     | 4       | Bob Anderson                   |
| 2010  | Pas comme ma mère                                | Lisa Simpson, This Isn't Your Life         | 22     | 5       | Matthew Nastuk                 |
| 2011  | Homer le père                                    | Homer the Father                           | 22     | 12      | Mark Kirkland                  |
| 2012  | Gone Papi Gone                                   | Gone Abie Gone                             | 24     | 4       | Matthew Nastuk                 |
| 2012  | Un test avant d'essayer                          | A Test Before Trying                       | 24     | 10      | Chris Clements                 |
| 2013  | Bart se fait avoir                               | Yellow Subterfuge                          | 25     | 7       | Bob Anderson                   |
| 2014  | Le Cafard du clown                               | Clown in the Dumps                         | 26     | 1       | Steven Dean Moore              |
| 2015  | Enquête fumeuse                                  | Cue Detective                              | 27     | 2       | Timothy Bailey                 |
| 2015  | Simpson Horror Show XXVI                         | Treehouse of Horror XXVI                   | 27     | 5       | Steven Dean Moore              |
| 2016  | Ados mutants à cause du lait                     | Teenage Mutant Milk-Caused Hurdles         | 27     | 11      | Timothy Bailey                 |
| 2016  | Simpson Horror Show XXVII                        | Treehouse of Horror XXVII                  | 28     | 4       | Steven Dean Moore              |
| 2017  | 22 pour 30                                       | 22 for 30                                  | 28     | 17      | Chris Clements                 |
| 2018  | Un gaucher gauche                                | Left Behind                                | 29     | 19      | Lance Kramer                   |
| 2018  | Simpson Horror Show XXIX                         | Treehouse of Horror XXIX                   | 30     | 4       | Matthew Faughnan               |
| 2018  | C'est la trentième saison !                      | 'Tis the 30th Season                       | 30     | 10      | Lance Kramer                   |
| 2019  | La Fille dans le bus                             | The Girl on the Bus                        | 30     | 12      | Chris Clements                 |
| 2020  | Mieux sans Ned                                   | Better Off Ned                             | 31     | 16      | Rob Oliver                     |
| 2020  | Les Sales Huit ans                               | The Hateful Eight-Year-Olds                | 31     | 21      | Jennifer Moeller               |
| 2020  | Sept Bières de réflexion                         | The 7 Beer Itch                            | 32     | 5       | Michael Polcino                |
| 2021  | Comment nous étions                              | The Wayz We Were                           | 33     | 4       | Matthew Nastuk                 |
| 2022  | Pieuse Menteuse                                  | Pretty Whittle Liar                        | 33     | 16      | Michael Polcino                |
| 2022  | Crise de hockey                                  | Top Goon                                   | 34     | 11      | Chris Clements                 |
| 2023  | Fais ce qu'il ne faut pas faire                  | Do the Wrong Thing                         | 35     | 10      | Rob Oliver                     |
| 2024  | Le Monstre de Frinkenstein                       | Frinkenstein's Monster                     | 35     | 11      | Steven Dean Moore              |
| 2025  | Abe League of Their Moe                          | Abe League of Their Moe                    | 36     | 19      | Rob Oliver                     |